# مكان هادئ: اليوم الأول
مكان هادئ: اليوم الأول (بالإنجليزية: A Quiet Place: Day One)‏ هو فيلم رعب أمريكي قادم من إخراج مايكل سارنوسكي وبطولة لوبيتا نيونغو وجوزيف كوين. سيكون الفيلم الثالث من سلسلة أفلام مكان هادئ ومن المقرر عرضه في 8 مارس 2024.